# José Alonso (actor)
José Alonso Zepeda Palacios (Hermosillo Sonora México, 18 de noviembre de 1947) es un actor mexicano. 

## Biografía y carrera
Estudió en la Escuela de Arte Teatral del Instituto Nacional de Bellas Artes en la Ciudad de México. Participó en más de 20 obras de teatro como «El juego que todos jugamos», «Cuarteto» y «Crimen y castigo». En el cine debutó en 1965 con la película Los bienamados y en la televisión en 1965 con Un grito en la oscuridad.
Se le entregó como ganador, el Ariel de Plata en la ceremonia número XLIII de la Academia Mexicana de Artes y Ciencias Cinematográficas, (AMACC) en el año de 2001 en la categoría de Coactuación Masculina por la película, Crónica de un desayuno.

## Filmografía

### Películas
- Los bienamados, (1965).
- El día de las madres, (1969).
- Trampa para un cadáver, (1969).
- Paula, (1969).
- Las bestias jóvenes, (1970).
- Fallaste corazón, (1970).
- La agonía de ser madre, (1970).
- Las hermanas, (1971).
- Tómalo como quieras, (1971).
- Las reglas del juego, (1971).
- Intimidades de una secretaria, (1971).
- Papá en onda, (1971).
- Una vez en la noche, (1971).
- La derrota, (1973).
- Los cachorros, (1973).
- El hombre desnudo, (1976).
- Los albañiles, (1976).
- Mina, viento de libertad, (1977).
- Naufragio, (1978).
- María de mi corazón, (1979).
- En la trampa, (1979).
- Amor libre, (1979).
- El vuelo de la cigüeña, (1979).
- Complot Petróleo: La cabeza de la hidra, (1981).
- El gran mogollón, (1982).
- La fuga de Carrasco, (1983).
- Motel, (1984).
- Pesadilla, (1985).
- Playa prohibida, (1985)... como Carlos Cuevas.
- Trazos en blanco, (1985).
- El misterio de la casa abandonada, (1987).
- Sandino, (1990).
- La tarea, (1991).
- El bulto, (1992).
- Anoche soñé contigo, (1992).
- Fray Bartolomé de las Casas, (1993).
- Bodas negras, (1994).
- Magnicidio, (1995).
- Mujeres insumisas, (1995).
- Mujeres infieles, (1995).
- La ley de las mujeres, (1995).
- Crisis, (1998).
- Crónica de un desayuno, (1999).
- Blind heart, (2002).
- Corazón de melón, (2003).
- La gran sangre - La película, (2007).
- El garabato, (2008).
- Kada kien su karma, (2008).
- Ángel caído, (2011).
- En las buenas y en las malas, (2019).
- Los trapos sucios se lavan en casa (2020).
- Cazando a mi ex (2023).

### Telenovelas y series
- El recluso (2018) .... El elegante
- Un día cualquiera (2016) .... Eps. «Hospitales»; Manuel/ «Personas en estado de coma»; Efraín
- Así en el barrio como en el cielo (2015) .... Expedito López López
- Los Rey (2012-2013) .... Pedro Malvido
- A corazón abierto (2012) .... Don Gualberto
- Vidas robadas (2010) .... Antonio Fernández Vidal
- Pasión morena (2009) .... Adolfo Rueda
- Alma legal (2008) .... Víctor
- Montecristo (2006) .... Horacio Díaz Herrera
- Machos (2005) .... Gabino Molino
- La hija del jardinero (2003-2004) .... Fernando Alcántara
- El país de las mujeres (2002) .... Don Lucio
- Lo que es el amor (2001-2002) .... Fausto Ocampo
- Tío Alberto (2000-2001) .... Enrique Sotomayor
- Háblame de amor (1999-2000) .... Guillermo Toledo
- La casa del naranjo (1998) .... Luis
- La chacala (1997-1998) .... Padre Isaías
- Rivales por accidente (1997) .... Vladimiro
- Con toda el alma (1995) .... Ítalo Linares
- Alcanzar una estrella II (1991) .... Leonardo Lascuráin
- La casa al final de la calle (1989) .... Bronski
- Tal como somos (1987-1988) .... Ángel Cisneros
- El precio de la fama (1987) .... Sergio Ferrer
- Senda de gloria (1987) .... Héctor Álvarez
- Monte Calvario (1986).... Octavio Montero
- Abandonada (1985) .... Ernesto
- Gabriel y Gabriela (1982-1983) .... Renato Reyes
- Una limosna de amor (1981) .... Luis Alfonso
- Colorina (1980-1981) .... Iván
- El árabe (1980) .... Ernesto Illinworth
- Amor prohibido (1979) .... Juan Manuel
- Pasiones encendidas (1978-1979)
- Cartas para una víctima (1978-1979) .... Richard
- Mundos opuestos (1976-1977) .... José Alberto de la Mora
- El milagro de vivir (1975-1976) .... Héctor Alvarado
- La tierra (1974-1975) .... Alberto
- Cartas sin destino (1973) .... Fabián
- El carruaje (1972) .... Carlos
- Las fieras (1972) .... Jean Brisson
- Las máscaras (1971) .... Gaspar
- El mariachi (1970) .... Refugio
- Rosario (1969) .... Padre Gabriel San Román
- Los Caudillos (1968) .... Mina
- Mi maestro (1968)
- Simplemente vivir (1968)
- Cárcel de mujeres (1968)
- Leyendas de México (1968)
- Cuna vacía (1967)
- Amor sublime (1967)
- Un grito en la obscuridad (1965) .... Héctor

## Premios y reconocimientos
- Ganador del Ariel de Plata a la Mejor Coactuación Masculina en 2001 por Crónica de un desayuno.[1]
- Nominado en la ceremonia XXXVIII al Ariel de Plata al Mejor Actor en 1996 por Mujeres insumisas.
- Nominado en la ceremonia XXXIV al Ariel de Plata a la Mejor Actuación Masculina en 1992 por La tarea.
- Nominado al Premio TVyNovelas al Mejor villano en 1990 por La casa al final de la calle.
- Nominado al Premio TVyNovelas al Mejor villano en 1987 por Monte Calvario.
- Ganador de la Diosa de Plata a la Mejor Coactuación Masculina en 1978 por Amor libre.